# Галия
Галия е римското наименование на обширна област в Западна Европа, включваща днешните Франция, Белгия, Люксембург, Западна Швейцария, и частите от Нидерландия и Германия на западния бряг на река Рейн.
Древните гърци наричат племената, живеещи в тази област, келти, а римляните – гали. От там идва името на областта – Галия.
Гай Юлий Цезар през 58 г. пр.н.е. достига с войската си до тези земи. Неговата седемгодишна война довежда до завладяването на тези земи и превръщането им в римска провинция Галия Комата. Неговият труд De Bello Gallico е основен източник за географията и нравите в региона. В него завоевателят ѝ разказва, че: 
| „                               | Галия е разделена на три части, едната от които е обитавана от белгите, друга – от аквитаните, и една трета – от народ, наричан на собствения си език келти, а в латинския гали. Всички те са различни един от друг в езика, институциите и законите. Галите са отделени от аквитани от реката Гарона, а от белгите от Марна и Сена. | “ |
| Julius Caesar, De Bello Gallico | |   |